# یواس‌اس کاردینال (ای‌ام-۶)
یواس‌اس کاردینال (ای‌ام-۶) (به انگلیسی: USS Cardinal (AM-6)) یک کشتی بود که طول آن ۱۸۷ فوت ۱۰ اینچ (۵۷٫۲۵ متر) بود. این کشتی در سال ۱۹۱۸ ساخته شد.